# Hwaeomsa
Hwaeomsa (koreanisch 화엄사, Hanja 華嚴寺) ist ein buddhistischer Tempel in Südkorea. Der Tempel des Jogje-Ordens befindet sich im Landkreis Gurye in der Provinz Jeollanam-do.

## Lage
Der Hwaeomsa liegt am Hang des Berges Jirisan im Jirisan-Nationalpark. Administrativ gehört er zur Gemeinde Masan-Myeon im Landkreis Gurye.

## Geschichte
Der Hwaeomsa wurde 544 vom Mönch Yeongi Josa gegründet. Er wurde 643 vom Mönch Jajang Yulsa erweitert, als die Sakyamuni-Reliquienpagode, die siebenstöckige Pagode und eine Steinerne Laterne hinzugefügt wurden. Während der Herrschaft von König Munmu ließ der Mönch Uisang Daesa auf königlichen Erlass Avataṃsaka-Sutras auf Steintafeln einritzen und bewahrte sie im Tempel auf. Im Jahr 875 erweiterte Ven. Doseon Guksa den Tempel erneut.
Während der Goryeo-Dynastie begann der Staat 943 zu Ehren des Mönchs Doseon Guksa damit, zunächst 500 Seon-Tempel zu errichten. Der Hwaeomsa war der erste Tempel, der renoviert wurde. Es folgten vier weitere Renovierungen während der Regierungszeit von König Gwangjong, König Munjong, König Injong und König Chungsuk.
Im Jahr 1592 wurden die meisten Gebäude des Hwaeomsa-Tempels bei der japanischen Invasion niedergebrannt. Einige Steintafeln des Mönchs Uisang Daesa überlebten das Feuer und sind immer noch im Tempel aufbewahrt. Später rekonstruierte der Mönch Byeogam Gakseong zwischen 1630 und 1636 einige der Gebäude, darunter die Hauptbuddhahalle.
Im Jahr 1701, im 27. Regierungsjahr von König Sukjong, wurde der Wiederaufbau des Hwaeomsa abgeschlossen, und der König bezeichnete ihn als den großen Tempel der kombinierten Lehr- und Meditationsschulen. Zu dieser Zeit wurden die folgenden Gebäude und Tore fertiggestellt: Daeungjeon, Gakhwangjeon, Bojeru, Myungbujeon, Wontongjeon, Yeongsanjeong, Eunghyanggak, Jeongmugdang, Geumgangmun und Cheonwangmun.

## Nationalschätze Südkoreas
In der Tempelanlage befinden sich vier Nationalschätze Südkoreas. Nationalschatz Nr. 12 ist eine Steinerne Laterne vor der Gakhwangjeon-Halle. Nationalschatz Nr. 35 ist eine dreistöckige Steinpagode, die von vier Löwen gehalten wird. Nationalschatz Nr. 67 ist die Gakhwangjeon-Halle des Tempels und Nationalschatz Nr. 301 ist ein buddhistisches Gemälde.

## Tourismus
Der Hwaeomsa bietet für Interessierte aller Konfessionen Templestay-Programme an, bei denen Touristen das buddhistische Leben in Südkorea kennenlernen können.

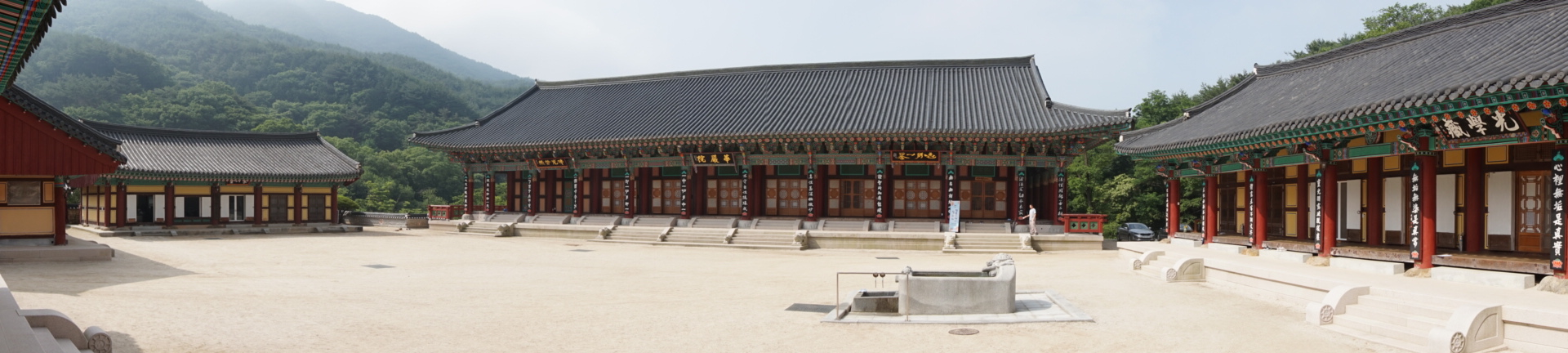
Areal für Templestay-Programme